# 범죄종료
범죄종료란 행위자의 범죄가 모두 끝나는 것을 말한다. 대부분의 범죄는 결과가 발생하면서 범죄가 종료되지만, 예외적으로 양자 사이에 시간적 간격이 존재하는 경우가 있다. 살인죄는 사망이라는 결과가 발생하면 행위자의 범행이 완료되지만, 절도죄에 있어서는 타인의 재물을 절취함으로써 절도죄의 결과가 발생하더라도 범죄가 종료되기 위해서는 행위자가 재물을 안전한 장소에까지 운반하는 것이 필요해지기도 하는 것이다.

## 기수의 시기와 범죄종료의 시기가 구별되는 범죄
1. 체포감금죄와 같은 계속범의 경우 대상자를 일정 장소에 감금함으로써 감금죄의 결과가 발생하지만 범죄종료의 시점은 대상자가 풀려나는 때이다.
2. 반복적 상해행위의 경우에도 결과발생은 첫 번째 상해 행위시에 일어나지만, 범죄종료가 인정되기 위해서는 마지막 상해행위까지 모두 끝나야 한다.